# Ochii Shivanei
Ochii Shivanei (în hindi अनुराग, transliterat: Anuraag, în traducere „Afecțiune”) este un film dramatic indian în limba hindi din 1972, regizat de Shakti Samanta⁠(d) și cu Moushumi Chatterjee⁠(d) și Vinod Mehra⁠(d) în rolurile principale. Actorul Rajesh Khanna⁠(d), colaboratorul obișnuit al lui Samanta, care jucase roluri principale în Vandana (1969) și Kati Patang⁠(d), are în film o apariție specială. Muzica este compusă de S.D. Burman⁠(d).
Inițial, Shakti Samanta se gândea dacă să facă acest film sau nu, deoarece nu era sigur că distribuitorii vor cumpăra un film cu o astfel de poveste și i-a comunicat temerea sa lui Rajesh Khanna, care l-a încurajat pe Samanta, s-a oferit voluntar să aibă o apariție extinsă în film și, de asemenea, a distribuit filmul sub bannerul „Shakti-Raj” (indicând Shakti Samanta și Rajesh Khanna).
Filmul a avut un mare succes comercial, îndeosebi în orașele mari, și a obținut premiul Filmfare pentru cel mai bun film al anului. Au fost realizate ulterior remake-uri și în ale limbi vorbite în India: filmul telugu Anuraagaalu (1975), cu Sridevi⁠(d) în primul ei rol principal, filmul malayalam Raagam⁠(d) (1975), regizat de A. Bhimsingh, filmul kannada Chiranjeevi (1976), cu Manjula și Srinath, și filmul tamil Neela Malargal⁠(d) (1979).

## Rezumat
O sculptoriță oarbă, Shivani (Moushumi Chatterjee⁠(d)) locuiește într-un ashram și se împrietenește cu băiețelul Chandan (Satyajit), care suferă de cancer. Ea se îndrăgostește de Rajesh (Vinod Mehra⁠(d)), un tânăr provenit dintr-o familie bogată din Bombay. Rajesh cere permisiunea părinților săi pentru a se căsători cu Shivani, dar, în timp ce mama lui este de acord, tatăl lui, Amirchand, refuză.  Aflând această poveste de dragoste, domnul Rai, prietenul lui Amirchand, se oferă să plătească analizele medicale ale Shivanei pentru a o ajuta să-și recapete vederea și să îmbuneze astfel inima tatălui lui Rajesh. Medicul specialist oftalmolog care o consultă pe Shivani afirmă că singura modalitate ca fata să-și recapete vederea este un transplant.
Mai târziu, ca o ultimă dorință înainte de moarte, băiețelul Chandan cere părinților să-i doneze ochii săi Shivanei, permițându-i fetei să vadă pentru prima dată în viața ei.

## Distribuție
- Ashok Kumar⁠(d) — dl Shiv Shankar Rai/Rai Saheb, prietenul lui Amirchand
- Master Satyajeet⁠(d) — Chandan Rai, nepotul lui Rai Saheb
- Nutan⁠(d) — Anu Rai, nora lui Rai Saheb
- Vinod Mehra⁠(d) — Rajesh, tânăr bogat
- Moushmi Chatterjee⁠(d) — Shivani, sculptoriță oarbă
- Nasir Hussain⁠(d) — tatăl lui Anu
- Murad⁠(d) — medic specialist oftalmolog
- David⁠(d)
- Asit Sen⁠(d) — D'Souza
- Madan Puri⁠(d) — Amirchand, tatăl lui Rajesh, om de afaceri prosper
- Anita Guha⁠(d) — mama lui Rajesh
- Abhi Bhattacharya⁠(d) — Hari
- Satyendra Kapoor⁠(d) — dr. Sunil
- Rajesh Khanna⁠(d) — Gangaram, comerciant
- Vinod Khanna⁠(d) — tatăl lui Chandan

## Muzică
Coloana sonoră a filmului conține 5 melodii. Muzica este compusă de S.D. Burman⁠(d), cu versuri de Anand Bakshi⁠(d).
| Nr. crt. | Cântec                                    | Cântăreț(i)                       | Durată | Note                      |
| -------- | ----------------------------------------- | --------------------------------- | ------ | ------------------------- |
| 1        | „Neend Churayi Chain Churaye”             | Lata Mangeshkar⁠(d)                | 4:14   |                           |
| 2        | „Ram Karay Babua”                         | Kishore Kumar⁠(d)                  | 4:19   |                           |
| 3        | „Sun Ri Pawan Pawan Purbaiya”             | Lata Mangeshkar                   | 3:33   |                           |
| 4        | „Tere Nainon Ke Main Deep Jalaoonga”      | Mohammed Rafi⁠(d), Lata Mangeshkar | 3:36   |                           |
| 5        | „Mera Raja Beta Boojhe Ek Paheli”         | Lata Mangeshkar                   | 3:48   | Este repetat de două ori. |
| 6        | „Mera Raja Beta Boojhe Ek Paheli” (trist) | Lata Mangeshkar                   | 2:13   |                           |

## Premii și nominalizări
Premiile Filmfare (ediția a XXI-a)
Premii câștigate
- Cel mai bun film — Shakti Films
- Premiu special — Rajesh Khanna⁠(d)

Nominalizări
- Cea mai bună actriță — Moushumi Chatterjee⁠(d)
- Cea mai bună actriță în rol secundar — Nutan⁠(d)
- Cea mai bună poveste — Shakti Samanta⁠(d)